# Klokan Rothschildův
Klokan Rothschildův (Petrogale rothschildi) je druh klokana z rodu Petrogale, který se vyskytuje v Západní Austrálii v regionech Pilbara a na Dampierově souostroví.

## Systematika
Druh popsal britský přírodovědec Oldfield Thomas v roce 1904 na základě kůže, kterou pro něj opatřil australský sběratel John Tunney ze severozápadní Austrálie. Jednalo se o samici bez lebky, kterou Tunney získal v červenci 1901 u řeky Cossack. Thomas novému druhu přiřadil druhové jméno rothschildi na počest Waltera Rothschilda, patrona expedice, během které John Tunney obstaral zmíněnou kůži.
K vydělení klokan Rothschildova do samostatného druhu došlo někdy v raném pliocénu mezi 2–5,1 miliony lety. Klokan Rothschildův představuje sesterský taxon ke kladu zahrnující skupiny klokanů kolem P. penicillata a P. lateralis.

## Popis
Výška klokana Rothschildova dosahuje 47–60 cm, ocas je dlouhý 55–70 cm, váha se pohybuje kolem 3,7–6,6 kg. Tyto rozměry z klokana činí jednoho z největších zástupců rodu Petrogale. Svrchní partie jsou zlatohnědé, šíje a ramena mají šedavý nádech. Spodina je žlutohnědá. Vrchol hlavy, čumák a uši jsou tmavě hnědé. Srst někdy mívá nafialovělý odlesk, hlavně na šíji a ramenech. Dlouhý ocas je hnědý, na konci tmavý.

## Výskyt
Tento klokan je endemický Západní Austrálii, kde se vyskytuje v regionu Pilbara a na Dampierovu souostroví. Druh je místně běžný, jeho výskyt je nicméně kapsovitý. Z některých ostrovů (East a West Intercourse) vymizel v 60. letech následkem predace liškami.

## Biologie
Biotop druhu tvoří subtropické a tropické křovinaté a travnaté oblasti s žulovými výchozy a hromadami kamení. Tento málo známý klokan se živí travami a křovinami, v případě dostupnosti i ovocem jako jsou místní druhy fíků (Ficus spp). Jídlo sbírá v blízkosti svých hřadovacích stanovišť. Jedná se o nočního živočicha, který žije skrytě. Ve dne převážně spí mezi balvany, kde jsou teploty až o 15° nižší než na otevřené krajině.

## Ohrožení
Mezinárodní svaz ochrany přírody hodnotí klokana Rothschildova jako málo dotčený druh. I když je současný populační trend neznámý, klokani v minulosti zaznamenali úbytek početnosti následkem predace liškami, které klokany ohrožují v pobřežních oblastech a nížinách, ve vyšších nadmořských polohách se lišky nevyskytují. V oblastech, kde dochází ke kontrole lišek, se počty klokanů zotavují. V roce 2021 bylo poprvé prokázáno, že na klokanech Rothschildových predují i kočky.